# 좀날개나방과
좀날개나방과(Eriocraniidae)는 전북구 지역에 제한적으로 서식하는 나방과의 하나이다. 현존하는 6개 속으로 이루어져 있다. 작고, 금속성 광택을 띠는 이 나방은 보통 낮에만 난다.

## 하위 속
- Dyseriocrania
- Eriocrania
- Eriocraniella
- Heringocrania
- Issikiocrania
- Neocrania
- Paracrania
- † Eriocranites Kernbach, 1967